# Charles Jean Baptiste Collin-Mezin
Charles Jean Baptiste Collin-Mézin (Mirecourt, 12 novembre 1841 – Parigi, 1923) è stato un liutaio francese, produttore di violini, viole, violoncelli, e contrabbassi.
Figlio del liutaio Claude Nicolas Collin e padre di Charles Collin-Mézin Jr. che proseguì l'attività famigliare fino al 1934.
Fu allievo del liutaio Nicolas François Vuillaume, fratello del più celebre Jean-Baptiste Vuillaume. Si contraddistinse come restauratore di strumenti musicali anche di valore come degli esemplari di Stradivari, Guarnieri e Amati. Dal suo laboratorio, situato dapprima a Mirecourt e dal 1867 a Parigi in rue de Faubourg Poissoniere uscirono diversi strumenti marchiati all'interno con la dicitura "Collin-Mézin".  
Nel 1884 gli venne conferito il titolo di Officier d'Academie des Beaux-Arts.